# 贡贝州
贡贝州（英文：Gombe State）是奈及利亞36州之一，首府贡贝。人口2,365,040（2006年）。該州成立於1996年10月1日。该州的面积为20,265平方公里。每年的11月至3月是該州的旱季，4月至10月是該州的雨季，平均降雨量为850毫米。